# قرطبة (الرقة)
قرطبة قرية سورية تتبع ناحية المنصورة في منطقة الثورة في محافظة الرقة. بلغ عدد سكانها 1325 نسمة في عام 2004 حسب إحصاء المكتب المركزي للإحصاء.